# Surrender (Swing Out Sister)
Surrender is een nummer van de Britse band Swing Out Sister uit 1987. Het is de derde single van hun debuutalbum It's Better to Travel.
"Surrender" was de opvolger van de doorbraaksingle Breakout en werd, net als de voorganger, in diverse landen een hit. Het nummer was het Verenigd Koninkrijk met een 7e positie echter iets minder succesvol dan de voorganger. In de Nederlandse Top 40 haalde het nummer ook de 7e positie, waarmee het succes van de vorige single wél werd overtroffen. Minder succesvol was het in de Vlaamse Radio 2 Top 30 met een 14e positie.